# Lasthenia glabrata
Lasthenia glabrata là một loài thực vật có hoa trong họ Cúc. Loài này được Lindl. mô tả khoa học đầu tiên năm 1835.